# لامبيرت الثاني
لامبيرت الثاني (850 - 15 اوكتوبر898) ملك إيطاليا من 891 و ملك الإمبراطورية الرومانية المقدسة بالمشاركة مع والده من 892 و دوق سبوليتو و كارمينو من وفاة والده في 894 هو ابن غاي الثالث من سبوليتو ولد في سن روفينو.